# Desaparición de Kristal Reisinger

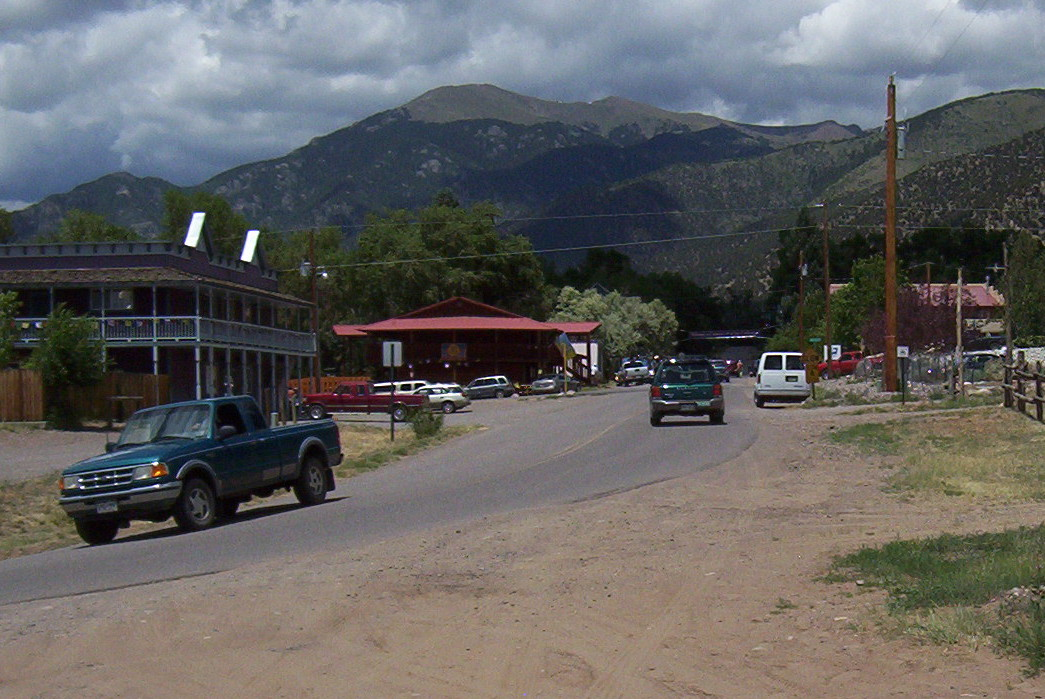
Calle principal del pueblo de Crestone.

Kristal Anne Reisinger (Phoenix, Arizona; nacida en 1987) era una joven estadounidense de 29 años desaparecida el miércoles 13 de julio de 2016. Era madre de una niña de cuatro años, con un exnovio. Se había recogido al pequeño pueblo de Crestone, en el condado de Saguache de Colorado, para buscar un retiro y alejarse de los vicios de la gran ciudad (había tenido episodios de alcoholismo). 
Mientras estaba en Crestone, trabajó temporalmente en la Crestone Brewing Company. El último reporte de su persona fue el día de su desaparición en su residencia en el centro de Crestone, si bien algunos declararon verla en fechas posteriores. En 2018, la Oficina del Sheriff del Condado y la Oficina de Investigación de Colorado desarrollaron la teoría de que su desaparición tuvo que ver con un caso de juego sucio.

## Vida personal
Reisinger fue reubicada en Denver para vivir con su tía como tutora después de tener una infancia difícil. La relación entre ambas fue tensa, hasta el punto de hacerse cargo de una joven Kristal Reisinger de 15 años la justicia del Estado. Reisinger se mudó con la familia compuesta por Rodney y Debbie Ervin, y su hijo con quien ella mantenía entonces una relación. Posteriormente, en 2014, asistió a la Universidad de Colorado Oeste, en Gunnison, donde conoció a su mejor amigo Michael, con quien llegaría a convivir en los meses de vacaciones, alternando las viviendas entre su amigo y los Ervin. En la universidad comenzó estudios de Psicología y Sociología. Más tarde, esa primavera, se mudó a Crestone. Se consideraba una persona muy espiritual con intereses en el hinduismo, el budismo y la religión nativoamericana. También practicaba tarotología y afirmaba ser clarividente y médium.

## Desaparición
El departamento de policía del condado de Saguache fue notificado de la ausencia prolongada de Reisinger por su arrendador, Ara McDonald, el 13 de julio de 2016. Una vez dentro del apartamento, los investigadores encontraron su teléfono móvil y las medicinas prescritas de Reisinger. Numerosos residentes de Crestone afirmaron haberla visto en el Full Moon Drum Circle cinco días más tarde, en la noche del 18 de julio de 2016. McDonald y varias fuentes afirmaron que la última persona que llamó a Reisinger era un hombre local con antecedentes penales por estar involucrado en temas de tráfico de drogas y agresión a mujeres.
Llegó a emitirse una recompensa de 20 000 dólares por cualquier información que condujeran a clarificar su desaparición y arrestar a los responsables de la misma.